# مات براون (منافس ألعاب قوى)
مات براون (بالإنجليزية: Matt Brown) هو منافس ألعاب قوى أمريكي، ولد في 24 نوفمبر 1976.

## روابط خارجية
- مات براون على موقع اللجنة الأولمبية والبارالمبية الأمريكية (الإنجليزية)